# James Lick

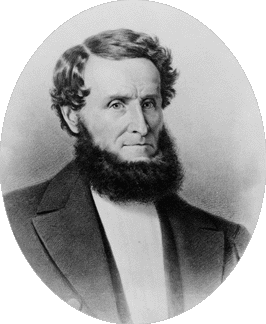
James Lick

James Lick (* 25. August 1796 in Stumpstown (heute Fredericksburg), Pennsylvania; † 1. Oktober 1876 in San Francisco) war ein US-amerikanischer Pianobauer, Großgrundbesitzer und Förderer der Wissenschaften. Zum Zeitpunkt seines Todes galt er als der reichste Mann Kaliforniens. Den größten Teil seines Nachlasses überließ er wohltätigen oder wissenschaftlichen Zwecken.
Lick, der Sohn eines Zimmermannes, erlernte bereits in frühen Jahren das Handwerk des Zimmerns. Im Alter von 21 Jahren, nach einer unglücklichen Romanze mit Barbara Snavely, ging er nach Baltimore und erlernte den Pianobau. Er eignete sich schnell die notwendigen Fähigkeiten an, ging nach New York und eröffnete dort ein eigenes Unternehmen.
Als er feststellte, dass seine Pianos bis nach Südamerika exportiert wurden, ließ er sich 1821 in Argentinien nieder. Seine Zeit in Buenos Aires empfand Lick aufgrund seiner Weigerung, Spanisch zu lernen, und der unruhigen politischen Situation als schwierig. Dennoch gediehen seine Geschäfte bestens und er beschloss, für ein Jahr durch Europa zu reisen. Auf der Rückfahrt wurde sein Schiff von Portugiesen gekapert, die Besatzung und Passagiere wurden nach Montevideo in ein Gefängnis für Kriegsgefangene gesperrt. Lick gelang die Flucht und er kehrte zu Fuß nach Buenos Aires zurück.
1832 beschloss Lick in seine Heimatstadt Stumpstown zurückzukehren. Als jedoch der Versuch eines Neubeginns seiner Beziehung mit Barbara Snavely scheiterte, kehrte er abermals den USA den Rücken und ließ sich wieder in Buenos Aires nieder. Die unsichere politische Lage bewog ihn jedoch, nach Valparaíso in Chile zu ziehen. Nach vier Jahren zog er weiter, in die peruanische Hauptstadt Lima.
1846 entschloss er sich wiederum zu einer Rückkehr nach Nordamerika. Da er den amerikanisch-mexikanischen Krieg und die Annexion Kaliforniens vorhersah, ließ er sich dort nieder. Als ihn seine mexikanischen Arbeiter verließen, um sich der mexikanischen Armee anzuschließen, musste er einen Auftrag über mehrere Pianos eigenhändig ausführen.
Im Januar 1848 ging Lick nach San Francisco. Er hatte seine Werkzeuge, eine Werkbank, 30.000 US-Dollar in Gold sowie 300 kg Schokolade bei sich. Die Schokolade war rasch verkauft und Lick überredete seinen ehemaligen Nachbarn aus Peru, den Konditor Domingo Ghirardelli, nach San Francisco über zu siedeln und eine Schokoladenfabrik zu eröffnen. Es entstand die Ghirardelli Chocolate Company.
Unmittelbar nach seiner Ankunft begann Lick mit dem Erwerb von Immobilien. Die Entdeckung von Gold bei Sutter’s Mill nahe Sacramento führte zum kalifornischen Goldrausch. Damit verbunden war ein Immobilienboom und die Einwohnerzahl des vormals verschlafenen Städtchens San Francisco wuchs 1850 auf über 20.000 an. Lick wurde zuerst vom Goldrausch angesteckt und begann nach dem Edelmetall zu graben. Doch bereits nach einer Woche stand für ihn fest, dass der Besitz von Land effektiver war, als in der Erde zu graben. Lick kaufte immer mehr Land um San Franzisko und San José, errichtete Obstplantagen und baute die größte Getreidemühle des Landes, um die rasch wachsende Bevölkerung zu versorgen.
1861 begann der Bau eines Hotels, das Lick-House in San Francisco. In einem Speisesaal, der die Ausmaße des Spiegelsaals von Schloss Versailles hatte, fanden 400 Gäste Platz. Das Hotel galt als das vornehmste westlich des Mississippi River. Es wurde 1906 bei einem Brand zerstört, der dem großen Erdbeben folgte.

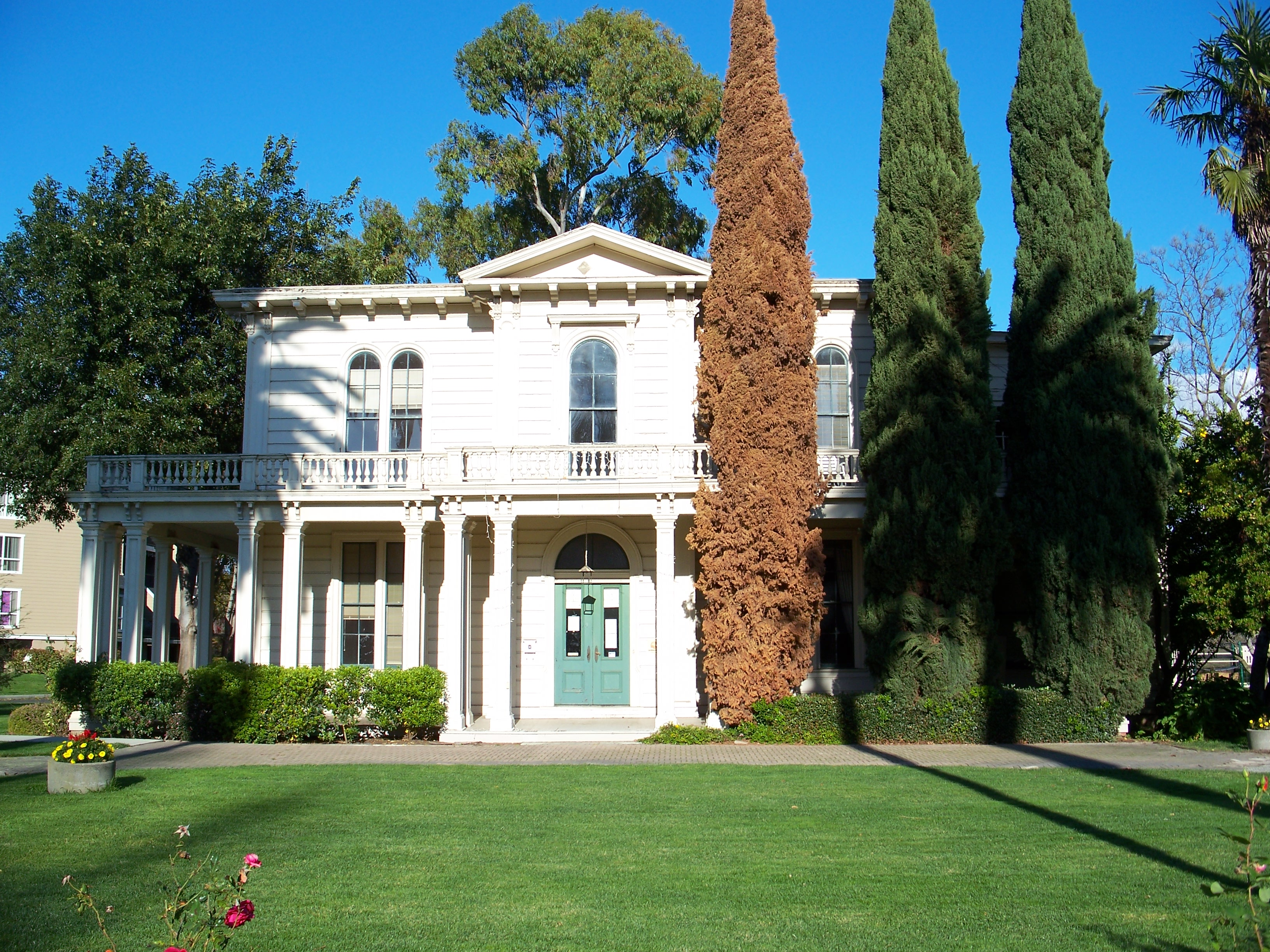
James Licks Wohnhaus von 1858 in Santa Clara

1874 zog sich Lick bei einem Sturz in der Küche seines Hauses in Santa Clara massive Verletzungen zu. Zur besseren Versorgung wurde er im Lick-House einquartiert. Zu diesem Zeitpunkt besaß er ausgedehnte Besitztümer in Santa Clara County, San Francisco, um den Lake Tahoe, eine riesige Ranch in Los Angeles sowie die gesamte Insel Santa Catalina. Lick war der reichste Mann Kaliforniens.
In den nächsten drei Jahren sann Lick darüber nach, was er mit seinem Vermögen anfangen sollte. Ihm schwebten gewaltige Statuen seiner selbst und seiner Eltern sowie die Errichtung einer Pyramide zu seinem Gedenken vor, die selbst die Pyramiden von Gizeh übertreffen sollte. George Davidson, der Präsident der „California Academy of the Sciences“, überredete ihn schließlich dazu, den größten Teil seines Vermögens in ein Observatorium zu investieren, das auf dem Gipfel des Mount Hamilton errichtet werden sollte. Das Observatorium sollte mit dem größten Teleskop der Welt ausgerüstet werden.
Die Inbetriebnahme des Lick-Observatoriums im Jahre 1888 erlebte er allerdings nicht mehr. Er starb im Oktober 1876 in seinem Zimmer im Lick-House. 1887 wurde sein Körper unter dem großen Refraktor des Observatoriums beigesetzt. Eine einfache Messingtafel trägt die Inschrift: „Here lies the body of James Lick.“
Der Mondkrater Lick und der Asteroid (1951) Lick sind nach ihm benannt.